# Gare de La Gravoine
La gare de La Gravoine est une gare ferroviaire, fermée et disparue, de la ligne du Coteau à Montchanin. Elle était située, à proximité du passage à niveau de la route de l'Aiguillon, sur le territoire de la commune de Volesvres, à proximité de Saint-Aubin-en-Charollais, dans le département de Saône-et-Loire, région Bourgogne-Franche-Comté en France.
Ouverte en 1867 par la Compagnie des chemins de fer de Paris à Lyon et à la Méditerranée (PLM), elle ferme vraisemblablement dans les années 70 par la Société nationale des chemins de fer français (SNCF).

## Situation ferroviaire
Établie à 253 mètres d'altitude, la gare de La Gravoine était située au point kilométrique (PK) 70,177 de la ligne du Coteau à Montchanin entre les gares de Paray-le-Monial (ouverte) et de Génelard  (s'intercale la gare fermée de Palinges) .

## Histoire
La gare de La Gravoine est mise en service le 16 septembre 1867 par la Compagnie des chemins de fer de Paris à Lyon et à la Méditerranée (PLM), lorsqu'elle ouvre à l'exploitation la deuxième section de Montceau-les-Mines à Digoin, de sa « ligne de Chagny à Moulin ».
En 1911, la gare figure dans la Nomenclature des gares stations et haltes du PLM. C'est une gare de la 2e section de la ligne PLM de Roanne à Montchanin, située entre la gare de Paray-le-Monial et la gare de Palinges. C'est une gare « ouverte au service complet de la grande vitesse, à l'exclusion des chevaux chargés dans des wagons écuries s'ouvrant en bout et des voitures à 4 roues, à deux fonds et à deux banquettes dans l'intérieur, omnibus, diligence, etc. », elle n'est ouverte à ce service que pendant les périodes indiquées par un affichage en gare ; et « ouverte au service complet de la petite vitesse, à l'exclusion des Chevaux chargés... »  néanmoins les expéditions, en provenance ou à destination sont soumises à des conditions : « Le chef de gare devra être prévenu 24 heures à l'avance de toute expédition d'un poids supérieur à 500 kg, afin que le matériel nécessaire puisse être mis à la disposition des expéditeurs. La Compagnie se réserve de faire effectuer par les soins des expéditeurs et des destinataires, et à leurs frais, le chargement et déchargement des expéditions de plus de 500 kg. La manutention se fera en débord sur une voie de garage destinée à cet usage. Lorsque la Compagnie fera faire cette manutention par ses agents, les droits pour cette opération seront perçus conformément à l'article 14 des conditions d'application des tarifs généraux. »
Elle a fermée à une date indéterminée, probablement à la fin des années '70 .